# Ozero Slidets
Ozero Slidets (ryska: Озеро Слидец) är en sjö i Belarus.   Den ligger i voblasten Vitsebsks voblast, i den norra delen av landet, 140 km nordost om huvudstaden Minsk. Ozero Slidets ligger 133 meter över havet. Arean är 0,48 kvadratkilometer. Den sträcker sig 2,0 kilometer i nord-sydlig riktning, och 0,6 kilometer i öst-västlig riktning.
Omgivningarna runt Ozero Slidets är en mosaik av jordbruksmark och naturlig växtlighet. Runt Ozero Slidets är det ganska glesbefolkat, med 28 invånare per kvadratkilometer.